# Karol Modzelewski
Karol Cyryl Modzelewski (Moscú, 23 de noviembre de 1937-Varsovia, 28 de abril de 2019) fue un historiador medievalista, escritor, político y académico polaco.

## Biografía

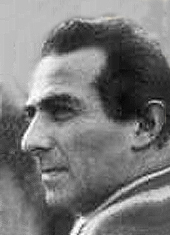
Modzelewski en 1989

Fue hijo adoptivo de Zygmunt Modzelewski. Fue profesor de las universidades de Breslavia y Varsovia y miembro del Partido Obrero Unificado Polaco, aunque lo expulsaron del partido en 1964 por su oposición a algunas de sus políticas. En 1964 escribió junto con su amigo Jacek Kuroń la Carta abierta al Partido, por la que fue encarcelado durante tres años y medio. Participó en los acontecimientos de marzo de 1968 en Polonia, y por sus actividades fue encarcelado otros tres años y medio. Durante las huelgas de 1980, sugirió el nombre de Solidaridad («Solidarność») para un naciente sindicato de oposición al gobierno comunista. Fue uno de los enlaces de prensa del sindicato Solidaridad y estuvo activo en la región de Silesia. Fue encarcelado junto con otros muchos líderes durante la ley marcial en Polonia. Entre 1989 y 1991, fue senador del partido Comité Ciudadano Solidaridad. Apoyó a la izquierda democrática, particularmente a Unión del Trabajo, y posteriormente a Włodzimierz Cimoszewicz.

## Premios y distinciones
- En 1998, recibió la máxima distinción de Polonia, la Orden del Águila Blanca.
- En El 2007, obtuvo el Premio de la Fundación para la Ciencia Polaca por sus investigaciones sobre la emergencia de la identidad europea, en las que reveló la importancia de la tradición precristiana y multicultural en el concepto contemporáneo de Europa, y que plasmó en su obra Barbarzyńska Europa («La Europa bárbara»).

- En el 2009, recibió un título honorífico en la Universidad Casimiro el Grande de Bydgoszcz.
- En el 2014 ganó el Premio Literario Nike por su autobiografía Zajeździmy kobyłę historii: wyznania poobijanego jeźdźca. También recibió el Premio de Historia Kazimierz Moczarski y el Premio Józef Tischner.
- En el 2016, fue nombrado ciudadano honorífico de Breslavia y recibió junto con Róża Thun la Legión de Honor.[4]

## Obra publicada (selección)
- Cabalgamos la yegua de la historia. Confesiones de un jinete maltrecho ("Zajeździmy kobyłę historii. Wyznania poobijanego jeźdźca"), Varsovia, 2013
- Scènes de grèves en Pologne, Lausanne 2006
- La Europa bárbara ("Barbarzyńska Europa"), Varsovia, 2004
- Życiodajny impuls chuligaństwa. Notatki z lat 1993–2002, Cracovia 2003
- Opole, centena, pagus. Versuch einer komparativen Auffassung der Langemeinde und Territorialverwaltung, [in:] "Das Reich und Polen", Constanza 2003
- La stirpe e la legge, [en:] "Studi sulle societa e le culture del Medioevo per Girolamo Arnaldi", Roma 2002
- Zemsta, okup i podmiot moralny w prawach barbarzyńskich, [en:] "Aetas media, aetas moderna. Estudios ofrecidos al profesor Henryk Samsonowicz en los setenta años de su nacimiento", Varsovia, 2000
- Organizacja gospodarcza państwa piastowskiego X-XIII wiek, Breslavia, 1975, Poznań 2000
- Liber homo sub tutela nobilis; publicado en el libro: Iglesia, cultura y sociedad. Estudios de la historia del Medioevo y los tiempos modernos ("Kościół, kultura, społeczeństwo. Studia z dziejów średniowiecza i czasów nowożytnych"), Varsovia, 2000
- ¿Adónde después del comunismo? ("Dokąd od komunizmu?"), Varsovia 1993
- Entre el acuerdo y la guerra ("Między umową a wojną"), Varsovia, 1989
- Los campesinos en la sociedad polaca ("Chłopi w społeczeństwie polskim"), Breslavia, 1987
- Revolutionary marxist students in Poland speak out (1964–1968), Nueva York, 1969
- Carta abierta al Partido ("List otwarty do partii") (escrito junto con Jacek Kuroń), París 1966